# Itsuki Hirata
Itsuki Hirata (平田 樹 Hirata Itsuki?, Adachi, Tokio, Japón; 24 de agosto de 1999) es una artista marcial mixta japonesa que actualmente compite en la categoría de peso átomo de ONE Championship. Luego de ganar la tercera temporada del reality Fighting Agent War en 2018, Hirata ganó un contrato con ONE e hizo su debut profesional en 2019.

## Carrera de artes marciales mixtas

### ONE Championship
Hirata ganó su debut profesional en ONE Championship: Legendary Quest de ONE Championship el 15 de junio de 2019, sometiendo a Angelie Sabanal con una americana en el primer asalto.
En ONE Championship: Century el 13 de octubre de 2019, Hirata sometió a Rika Ishige con un armbar en el segundo asalto.
Hirata estaba programada para enfrentar a Bi Nguyen en ONE Championship: Warrior's Code el 7 de febrero de 2020, pero Nguyen se retiró de la pelea por una lesión y fue reemplazada por Nyrene Crowley. Luego de que Hirata no diera el límite de peso átomo, la fue se llevó a cabo en un peso pactado de 53.4 kg. Hirata ganó la pelea por TKO en el tercer asalto.
Hirata enfrentó a Miku Nakamura en la estelar de ONE Championship: Road to ONE - Young Guns el 22 de febrero de 2021. Ganó la pelea por TKO en el segundo asalto.
Se anunció que Hirata participaría en el Grand Prix de Peso Átomo de ONE, con la ganadora obteniendo una oportunidad titular. En su primera pelea que llegó a decisión, Hirata derrotó a Alyse Anderson por decisión unánime en ONE Championship: Empower el 3 de septiembre de 2021.
Hirata estaba programada para enfrentar a Ritu Phogat en la semifinal del grand prix en ONE Championship: NextGen el 21 de octubre de 2021. Sin embargo, Hirata se retiró del grand prix cuatro días antes de la pelea por una alta fiebre.
Hirata sufrió la primera derrota de su carrarera en ONE: X el 26 de marzo de 2022, perdiendo ante Jihin Radzuan por decisión dividida.
Hirata enfrentó a Lin Heqin en ONE on Prime Video 1 el 27 de agosto de 2022. Luego de que Hirata no diera el peso y fallara el test de hidratación, la pelea fue llevada a cabo en un peso pactado en 54 kg y fue multada con el 50% de su bolsa que fue hacía a Lin. Hirata ganó la pelea por decisión unánime. Hirata luego expresó que no había dado el peso porque había aceptado la pelea en corto aviso.
Hirata estaba programada para enfrentar a Seo Hee Ham en ONE 163 el 19 de noviembre de 2022, y se esperaba que la ganadora recibiera una oportunidad por el campeonato de peso átomo. Sin embargo, Hirata no dio el peso y falló el test de hidratación, y la pelea fue cancelada luego de que Ham rechazara una pelea en peso pactado debido al historial de no dar el peso de Hirata.
En enero de 2023, AbemaTV transmitió un programa sobre que Hirata declaró que voló a Japón en noviembre de 2022 luego de que se detectaran anomalías en su riñones e hígado durante un chequeo médico para la pelea de Ham. Aunque no se detectaron anomalías en Japón, el médico le dijo que se tomara un descanso debido a un desiquilibrio hormonal y que viera si el corte de peso tenía algún efecto adverso adicional. Hirata reveló que tuvo una enfermedad renal en la infancia y que también se detectaron anomalías en octubre de 2021 antes de las semifinales del Grand Prix de Peso Átomo de ONE.
La pelea entre Hirata y Seo Hee Ham fue reprogramada para el 24 de marzo de 2023, en ONE Fight Night 8. Perdió la pelea por decisión unánime.
Hirata enfrentó a Ayaka Miura el 28 de enero de 2024, en ONE 165. Perdió la pelea por decisión unánime.
Hirata enfrentó a Victória Souza el 8 de junio de 2024, en ONE 167. Perdió la pelea por sumisión técnica con un guillotine choke en el primer asalto.

## Vida personal
Los padres de Hirata apoyan su carrera de artes marciales. Su hermano mayor Naoki es un peleador de artes marciales mixtas que compite en Deep. Hirata comenzó a entrenar MMA en el verano de 2018 bajo la tutela de Kazunori Yokota en K-Clann gym en Tokio. Dejó K-Clann en diciembre de 2020 y se unió a Krazy Bee, un gimnasio de Tokio fundado por Norifumi Yamamoto. Hirata salió con el sobrino de Yamamoto, el peleador de Rizin Fighting Federation Erson Yamamoto. Hirata ha entrenado en el gimnasio de Nueva York Serra-Longo Fight Team desde mediados de 2022. También ha entrenado con Shinya Aoki, a quien considera el mejor peleador de artes marciales mixtas japonés y lo ha citado como un modelo a seguir por ser él mismo sin preocuparse de las cámaras. En 2022, Hirata se convirtió en la primera peleadora japonesa en ser patrocinada por Monster Energy.

## Campeonatos y logros
- Fighting Agent War
  - Ganadora de la tercera Temporada
- ONE Championship
  - Semifinalista del Grand Prix de Peso Átomo de 2021

## Récord en artes marciales mixtas
| Récord profesional | Récord profesional | Récord profesional |
| 10 peleas          | 6 victorias        | 4 derrotas         |
| ------------------ | ------------------ | ------------------ |
| Nocaut             | 2                  | 0                  |
| Sumisión           | 2                  | 1                  |
| Decisión           | 2                  | 3                  |

| Resultado | Récord | Oponente        | Método                              | Evento                            | Fecha                   | Ronda | Tiempo | Localización | Notas                                                 |
| --------- | ------ | --------------- | ----------------------------------- | --------------------------------- | ----------------------- | ----- | ------ | ------------ | ----------------------------------------------------- |
| Derrota   | 6–4    | Victória Souza  | Sumisión técnica (guillotine choke) | ONE 167                           | 8 de junio de 2024      | 1     | 1:31   | Bangkok      |                                                       |
| Derrota   | 6–3    | Ayaka Miura     | Decisión (unánime)                  | ONE 165                           | 28 de enero de 2024     | 3     | 5:00   | Tokio        |                                                       |
| Derrota   | 6–2    | Seo Hee Ham     | Decisión (unánime)                  | ONE Fight Night 8                 | 24 de marzo de 2023     | 3     | 5:00   | Kallang      |                                                       |
| Victoria  | 6–1    | Lin Heqin       | Decisión (unánime)                  | ONE on Prime Video 1              | 26 de agosto de 2022    | 3     | 5:00   | Kallang      | Peso pactado (54 kg). Hirata no dio el peso.          |
| Derrota   | 5–1    | Jihin Radzuan   | Decisión (dividida)                 | ONE: X                            | 26 de marzo de 2022     | 3     | 5:00   | Kallang      |                                                       |
| Victoria  | 5–0    | Alyse Anderson  | Decisión (unánime)                  | ONE Championship: Empower         | 3 de septiembre de 2021 | 3     | 5:00   | Kallang      | Cuartos de final del Grand Prix de Peso Átomo de ONE. |
| Victoria  | 4–0    | Miku Nakamura   | TKO (golpes)                        | Road to ONE: Young Guns           | 22 de febrero de 2021   | 2     | 2:34   | Tokio        |                                                       |
| Victoria  | 3–0    | Nyrene Crowley  | TKO (golpes)                        | ONE Championship: Warrior's Code  | 7 de febrero de 2020    | 3     | 3:27   | Yakarta      | Peso pactado (53.4 kg). Hirata no dio el peso.        |
| Victoria  | 2–0    | Rika Ishige     | Sumisión (armbar)                   | ONE Championship: Century         | 13 de octubre de 2019   | 2     | 4:41   | Tokio        |                                                       |
| Victoria  | 1–0    | Angelie Sabanal | Sumisión (americana)                | ONE Championship: Legendary Quest | 15 de junio de 2019     | 1     | 2:59   | Shanghái     |                                                       |